# The Aislers Set
The Aislers Set is een Amerikaanse indierockband uit het San Francisco Bay Area-circuit.

## Bezetting
Huidige bezetting
- Amy Linton (zang, gitaar)
- Alicia Vanden Heuvel (e-basgitaar)
- Yoshi Nakamoto (drums)

Voormalige bezetting
- Wyatt Cusick (gitaar)
- Jen Cohen (keyboards)

## Geschiedenis
Amy Linton formeerde The Aislers Set aanvankelijk als soloproject na het einde van haar vorige band Henry's Dress. Het eerste album Terrible Things Happen bij Slumberland Records is meer als soloalbum te schatten dan als debuutalbum van een band. Het meeste materiaal was alleen afkomstig van Linton en werd ook alleen door haar opgenomen. Enkele songs werden ingespeeld met Yoshi Nakamoto en Wyatt Cusick (Track Star). Voor het tweede album The Last Match vond ze echter in de vorm van Alicia Vanden Heuvel (Track Star) en Jen Cohen (Skypark) en beide eerstgenoemden een eerste bezetting. In februari 2013 verscheen het derde en tot dusver laatste album How I Learned to Write Backwards. De band toerde in de winter van 2003 met Yo La Tengo en The Shins.
Vervolgens werd de band tijdelijk op ijs gelegd. Af en toe kwamen er eigen shows, maar de afzonderlijke bandleden stelden zich in dienst van andere bands. Voor 2015 werden herpublicaties van de oude albums, een compilatie en enkele shows aangekondigd.

## Muziekstijl
Net als de verwante Saturday Looks Good to Me verwerkten ze invloeden uit noise, de mod-sound van The Who, The Action, motown, folkrock, The Beach Boys en Phil Spector in hun songs.

## Discografie

### Singles
- 1999: The Wedding (split-ep met Poundsign, Fantastic Records)
- 1999: Been Hiding/Fire Engines (7", Slumberland)
- 1999: Split Tour Single met #poundsign# (I Wish I Was A Slumberland Record)
- 2000: Happy Holiday from the Aislers Set and Slumberland (7", Slumberland)
- 2000: Hey Lover/Dreaming of Lily (split-EP met The How, Slumberland/555 Recordings)
- 2000: Split-EP met The Fairways (Yakamashi Records)
- 2000: The Snow Don't Fall (single sided 7", I Wish I Was a Slumberland Record)
- 2001: The Red Door (7", Slumberland Records)
- 2001: Clouds Will Clear/Attraction Action Reaction (7", Suicide Squeeze)
- 2002: Mission Bells (12", Suicide Squeeze)

### Albums
- 1998: Terrible Things Happen (Slumberland)
- 2000: The Last Match (Slumberland)
- 2003: How I Learned to Write Backwards (Slumberland/Suicide Squeeze)